# Cour amoureuse

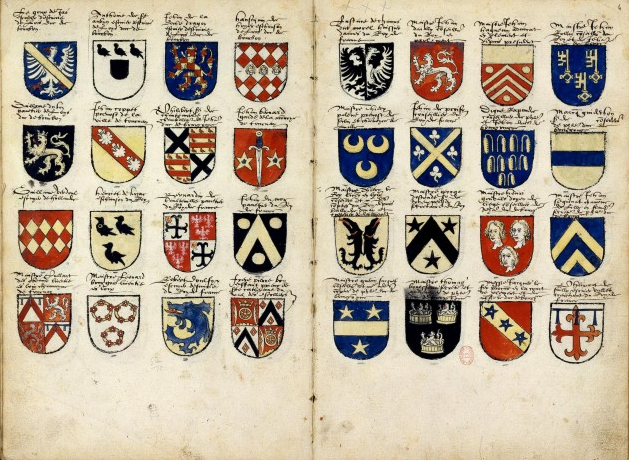
Armorial de la Cour amoureuse (copie réalisée par Jacques Le Boucq vers 1560. Paris BnF (Mss.) : NAF 25274.

La Cour amoureuse est une compagnie fondée en 1401 à l'initiative des ducs Louis de Bourbon et Philippe de Bourgogne et placée sous le patronage du roi de France Charles VI. Elle rassemblait des nobles, des ecclésiastiques, des bourgeois et des humanistes, unis dans la célébration des dames et des sentiments qu'elles inspirent, sous forme de concours de poésie et de chansons et de joutes oratoires.

## Redécouverte
Philibert Bernard Moreau de Mautour signala en 1728 à l'Académie des inscriptions et belles-lettres un manuscrit (Paris BnF (Mss.) : Français 10469) où il avait trouvé les noms et les armoiries des membres d'une « cour amoureuse » dont il datait approximativement la fondation de 1410. En 1830, le baron Frédéric Auguste de Reiffenberg cita, le premier, un « livre d'armoiries » conservé à Vienne dans les archives de l'ordre de la Toison d'or, où sont transcrits les statuts de la « cour amoureuse » (manuscrit T. O. 51). Le texte complet de ces statuts fut publié en 1886 par le poète belge Charles Potvin. En 1891 et 1902, le savant suisse Arthur Piaget a complété le tableau (en utilisant le manuscrit Paris BnF (Mss.) Français 5233), copie de l'armorial plus complète que celle de Moreau de Mautour, et le manuscrit T. O. 62 de Vienne). L'armorial de Vienne où figure le texte des statuts a été exécuté à la cour du duc de Bourgogne entre 1426 et 1440.

## Description

### Fondation et membres
La charte de fondation fut octroyée le 6 janvier 1401 (1400 « vieux style ») dans la grand-salle du château royal de Mantes ; la première réunion générale fut fixée le 14 février suivant (jour de la Saint-Valentin) à l'Hôtel d'Artois (résidence parisienne du duc de Bourgogne). Dans l'exposé des motifs, les deux ducs fondateurs prient le roi qu'« en ceste desplaisant et contraire pestilence de epidemie presentement courant en ce tres crestien royaume, que pour passer partie du tempz plus gracieusement et affin de trouver esveil de nouvelle joye, il lui pleust ordonner et creer en son royal hostel I prince de la court d'amours, seigneurissant sur les subgès de retenue d'icelle amoureuse court ». 
Le roi ayant agréé la proposition, on établit la cour « principaument soubz la conduite, force et seurté d'icelles tres loees vertus, c'est assavoir humilité et leauté, à l'onneur, loenge et recommandacion et service de toutes dames et damoiselles ». Les membres de cette cour étaient très nombreux (sept cents environ), répartis en de multiples sections : Grands Conservateurs (au nombre de trois), Conservateurs (au nombre de onze), un Prince d'amour, Ministres (au nombre de vingt-quatre), Auditeurs, Chevaliers d'honneur conseillers, Chevaliers trésoriers, Grands Veneurs, Chevaliers des chartes et registres, Écuyers d'amour, Maîtres des requêtes (au nombre de cinquante), Secrétaires, Substituts du procureur général de la Cour, et Veneurs. Ces diverses attributions étaient confiées à des personnages appartenant à des classes très diverses de la société : le roi, des prélats, des ducs, de puissants seigneurs, mais aussi des petits bourgeois et des membres du bas clergé. Les trois Grands Conservateurs étaient le roi et les ducs de Bourgogne et de Bourbon. Parmi les Conservateurs figuraient les ducs Louis d'Orléans et Jean de Berry, Jean sans Peur et Antoine de Brabant (les fils du duc de Bourgogne), et le futur Philippe le Bon (âgé de quatre ans et demi à l'époque de la fondation).
L'armorial présenté par Arthur Piaget en 1891 (Paris BnF (Mss.) : Français 5233) a été daté par lui de 1416. Le Prince d'amour y est désigné de la manière suivante : « Pierre de Haulteville, dict le Mannier, seigneur d'Ars, eschanchon du Roy, prince d'Amour de ceste feste ». Parmi les Ministres, on relève Guillaume de Tignonville (qui fut chambellan du roi, et prévôt de Paris), Jean de Castel (fils de Christine de Pisan), Charles Bureau de Dammartin (employeur de Laurent de Premierfait), et aussi (noms ajoutés pour remplacer des membres plus anciens, sans doute disparus) Gontier Col et Jean de Montreuil. Parmi les Maîtres des requêtes, on remarque Pierre Col, frère de Gontier et chanoine de la cathédrale de Paris. Le poète Alain Chartier fut également membre de la compagnie, et en fait une bonne part de la bonne société lettrée de la France de l'époque.

### Fonctionnement
Pour la Saint-Valentin de 1401, il était prévu que la journée commence à huit heures par une messe à Saint-Catherine-du-Val-des-Écoliers (« à notte, à son d'orgues, à chant et deschant »), puis la charte devait être lue en public en présence de « tous noz amoureux subgès de retenue, & ainsy à tel jour, d'an en an ». Tous les membres devaient « venir diner en joieuse recreacion et amoureuse conversation, au lieu où ordonné sera par noz commis à ce faire ». Tous les « amoureux subgès de retenue, factistes et réthoriciens » étaient tenus d'apporter une ballade amoureuse qu'ils avaient composée, un refrain étant donné d'avance comme un thème à traiter. Le papier sur lequel les ballades étaient écrites était fourni par la Cour, et après leur lecture dans l'assemblée elles étaient scellées avec le « contreseel de nostre amoureuse court ». Puis elles étaient envoyées aux « dames telles que on avizera pour les jugier à leur noble avis et bonne discrecion, lesquelles dames, de leur grace et hautesse, donront deux vergettes d'or, pour couronne et chapel, aux mieux faisans de ce jour ». La Cour avait aussi une grande célébration au mois de mai, consistant en une « feste et diner de puy royal d'amoureuses chançons de cinq coupples dont la forme et taille est assez notoire ; auquel puy on donra aux deux mieux faisans couronne d'argent pesans quatre unces, et chapel d'argent pesans trois unces ». Il y avait aussi un autre « puy royal et diner » à l'une des cinq fêtes annuelles de la Vierge, où il fallait composer « serventois de cinq coupples à la loenge et selon la feste d'icelle tres glorieuse vierge », le prix étant une « couronne de I marc d'argent pesant, et chapel de cinq unces d'argent pesant, aux deux mieux faisans ce jour ». Ce n'étaient pas seulement des poèmes et chansons qui étaient composés et interprétés au cours des assemblées, mais aussi des débats qui étaient organisés, « se aucunes questions pour plaisant passetempz sourdoient entre noz subgès en forme d'amoureux procès pour differentes oppinions soustenir ». Les vingt-quatre Ministres tenaient aussi un puy d'amour le premier dimanche de chaque mois, chez l'un d'entre eux avec un roulement. 
La compagnie avait pour objectif de remettre à l'honneur l'attitude courtoise et chevaleresque à l'égard des dames, et le plus grand respect à leur égard était de mise : « Qu'ilz ne facent... dittiez, complaintes, rondeaux, virelays, lays ou autres quelconques façons et taille de rhetorique rimée ou en prose au deshonneur, reproche, amenuisement ou blasme de dames ou damoiselles, ensemble quelconques femmes religieuses ou autres trespassées ou vivant » ; aucun ne doit être retenu de la Cour « qui s'enhardisse à dire ou par autre faire dire vilaines ne vituperables paroles en hault ou en audience sur dame, damoiselle, religieuse ou femme de bien pour quelque cause et en quelque lieu que ce soit, que ce soit en hostel ou chambre de roy, de duc, de comte, prince, prelat, chevalier, escuier ou d'autre notable homme d'icelle court ». Alain Chartier fut paraît-il exclu après avoir publié La Belle Dame sans mercy, poème considéré comme outrageant envers le sexe féminin. 
Cette compagnie était le reflet d'un monde de lettrés, et par les origines sociales diverses de ses membres elle traduisait le changement de mentalité survenu au début du XVe siècle. Elle transcenda quelque peu les luttes intestines qui déchirèrent la France et notamment Paris à l'époque, mais fut soumise à une prépondérance bourguignonne qui s'affirma au fil des ans. Le règlement précis établi par la charte de fondation préfigura sur plusieurs points celui qui régit ensuite l'ordre de la Toison d'or (fondé en 1430 par le duc Philippe le Bon). Les 950 noms environ qu'on peut relever en tout comprennent beaucoup de personnages connus de la France de l'époque. 